# Friedrich Ludwig Kühne

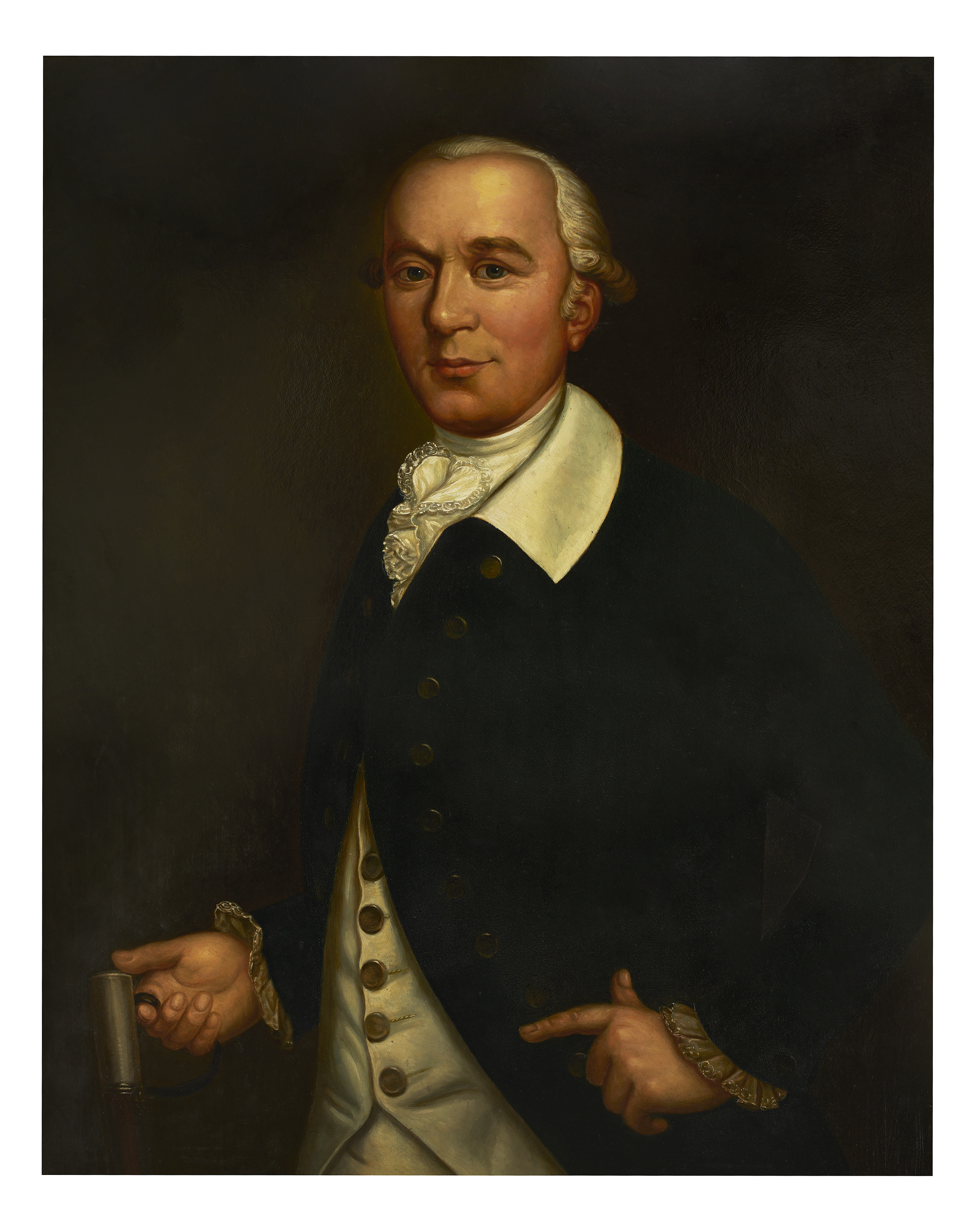
Friedrich Ludwig Kühne nach 1794

Friedrich Ludwig (Louis) Kühne (* 15. Januar 1751 in Markt Alvensleben in Sachsen-Anhalt; † 5. Mai 1828 in Wanzleben) war ein deutscher Politiker. Er war von 1808 bis 1813 Mitglied der Reichsstände des Königreichs Westphalen.

## Leben
Kühne war der Sohn des Gutsbesitzers und Oberamtmannes in Sülldorf und Alvensleben Johann Philipp Kühne und dessen Ehefrau Johanne Magdalene Elisabeth Müller († 1798), Besitzerin der Rittergüter Sülldorf und Horchhausen.
Kühne studierte Rechtswissenschaften an der Universität Halle an der Saale und war anschließend mit der Verwaltung der braunschweigischen Domäne Unseburg bei Althensleben beauftragt, wo er zum Amtsrat aufstieg. 1778 erhielt er das große, wertvolle Amt Wanzleben mit 1219 Hektar Land. Aber 1794 hatte er einen schweren Unfall, von dem er teilweise Lähmungserscheinungen zurückbehielt.
Während des Vierten Koalitionskrieges wurden die französischen Marschälle Soult und Ney bei ihm einquartiert. Von 1808 bis 1813 war er Canton-Maire (Stadtdirektor, Bürgermeister) von Wanzleben. Außerdem war er von 2. Juni 1808 bis 26. Oktober 1813 Mitglied der Reichsstände des Königreichs Westphalen (Elbe-Departement; Vertreter der Grundeigentümer). Während des Fünften Koalitionskrieges gewährte er dem Aufständischen Ferdinand von Schill Unterschlupf. Die preußische Domäne Wanzleben übergab er 1811 seinem ältesten Sohn Philipp August Kühne (1777–1845).
Friedrich Ludwig Kühne war zweimal verheiratet. In erster Ehe heiratete er am 7. Februar 1775 Luise Christiane Elisabeth Sibeth (* 1735; † 10. Dezember 1786), eine Tochter des Oberamtmanns Samuel Georg Sibeth aus Schlanstedt und der Charlotte Marie Bennecke. Nach dem Tod seiner ersten Frau heiratete er am 26. Juni 1788 Minna Gansauge (* 28. Dezember 1761; † 9. Dezember 1806). Aus beiden Ehen gingen insgesamt zwölf Kinder hervor, darunter Ludwig Bogislaus Samuel Kühne, ein preußischer Staatsmann von großem Einfluss auf die preußische Staatsfinanzverwaltung der Jahre 1820 bis ca. 1850 und ein Mitbegründer des deutschen Zollvereins.

## Belege
1. ↑  Bodo Borchers: Kontobuch des Amtsrates Friedrich Ludwig Kühne (geb. 1751) in der Deutschen Digitalen Bibliothek. Hrsg. DDB.
2. ↑  Kühne, Friedrich Ludwig (Louis), Hrsg. Univ. Magdeburg.

| Personendaten    | Personendaten                     |
| ---------------- | --------------------------------- |
| NAME             | Kühne, Friedrich Ludwig           |
| ALTERNATIVNAMEN  | Kühne, Friedrich Louis            |
| KURZBESCHREIBUNG | deutscher Politiker               |
| GEBURTSDATUM     | 15. Januar 1751                   |
| GEBURTSORT       | Markt Alvensleben, Sachsen-Anhalt |
| STERBEDATUM      | 5. Mai 1828                       |
| STERBEORT        | Wanzleben                         |